# Frances Tomelty
Frances Tomelty (6 oktober 1948 in Belfast, Noord-Ierland) is een actrice en ook bekend als de eerste vrouw van Sting. Frances is de dochter van de acteur Joe Tomelty. 
Ze heeft in haar carrière in diverse series gespeeld, zoals Bergerac, Inspector Morse, Lucy Sullivan is Getting Married en Midsomer Murders. Ook staan er diverse films op haar CV, zoals Bellman and True, Monk Dawson, Bullshot en The Field.

## Huwelijk
Frances trouwde op 1 mei 1976 met Sting, toen ze hem twee jaar kende. Ze hebben elkaar ontmoet op de set van een rock-musical, "Rock Nativity". Frances speelde de Maagd Maria en Sting speelde in de band. Het stel scheidde in maart 1984.
Ze hebben twee kinderen, Joe Sumner (geb. 23-11-1976) en Fuchsia Katherine Sumner (geb. 17-4-1982).

## Latere werk
Frances speelde ook nog rollen in Spooks, Casualty en The Amazing Mrs Pritchard.
- Gemeinsame Normdatei: 134306074
- International Standard Name Identifier: 0000 0000 4609 3354
- Library of Congress Control Number: no2001067138
- Nationale Bibliotheek van Tsjechië: xx0180440
- Virtual International Authority File: 30752961
- WorldCat: E39PBJkT4JPW9TVxF7tqjCV6Kd